# Grand Roc Noir
Grand Roc Noir je hora v  horském masivu Vanoise, ve Francouzských Alpách. Leží v jihovýchodní části Vanoise a současně v jihovýchodní části Národního parku Vanoise.
Nachází se v departementu Savojsko (Savoie), na jihovýchodě Francie. Grand Roc Noir je s nadmořskou výškou čtvrtou nejvyšší horou masivu Vanoise a náleží do první dvacítky nejvyšších hor Francie s prominencí vyšší než 500 metrů. Leží v turisticky významné oblasti s řadou vysokých alpských horských štítů s četnými ledovci.